# Yatzy
Yatzy er et terningspil opfundet i 1954. Spillet går ud på at danne specifikke terningkombinationer med fem terninger. Man må kaste tre gange. Der spilles 15 runder i forsøg på at opnå 15 forskellige kombinationer, og spillet vindes af den spiller, der har flest point til slut. Yatzy kan spilles af én eller flere spillere.
Yatzy er stadig populært og spilles verden over, som regel blot for sjov. Yatzy kan også spilles online.

## Historie
Ifølge Hasbro blev spillet opfundet i 1954 af et anonymt canadisk par, som kaldte det "The Yacht Game", fordi de spillede det på deres yacht med et vennepar. To år senere bad de legetøjs- og spilforretningsmanden Edwin S. Lowe om at fremstille nogle spilsæt som gaver til deres venner, der nød spillet. Lowe udforskede muligheden for at markedsføre spillet og overtog rettighederne fra parret mod tusind gavesæt. I henhold til Lowes fortælling blev spillet ikke modtaget godt til at begynde med, fordi reglerne ikke let kunne passes ind i en reklame. På et tidspunkt fik han den idé, at man kunne lave "Yatzy-sammenkomster", hvor folk kunne spille spillet og derigennem komme til at holde af det. Ideen var succesfuld og entusiasterne fik hurtigt gjort spillet populært ved den verbale udbredelsesmetode.
Dog kan rødderne til Yatzy-konceptet spores tilbage til et antal traditionelle terningspil, hvoriblandt det puertoricanske spil "Generala" og de engelske spil "Poker dice" og "Cheerio" kan tælles.
E.S. Lowes firma solgte Yatzy fra 1956 til 1973. Gennem Lowes ejerskab ændredes indpakningen og indholdet flere gange. Mellem 1956 og 1961 blev sloganet ændret fra "Spillet der får dig til at tænke mens du har det sjovt" til "Det sjove spil der gør dét at tænke sjovt" (oversat fra engelsk).
I 1973 købte Milton Bradley E.S. Lowes firma og fik derigennem rettighederne til at producere og sælge produktet. Igennem Lowes ejerskab blev der solgt over 40 millioner Yatzy-spil i verden. Ifølge den nuværende ejer, Hasbro, bliver der hvert år solgt omkring 50 millioner Yatzy-spil.

## Regler
| Spillere  |  |  |
| --------- |  |  |
| 1'ere     |  |  |
| 2'ere     |  |  |
| 3'ere     |  |  |
| 4'ere     |  |  |
| 5'ere     |  |  |
| 6'ere     |  |  |
| Sum       |  |  |
| Bonus     |  |  |
| Et par    |  |  |
| To par    |  |  |
| Tre ens   |  |  |
| Fire ens  |  |  |
| Lav       |  |  |
| Høj       |  |  |
| Fuldt Hus |  |  |
| Chance    |  |  |
| Yatzy     |  |  |
| I alt     |  |  |

Spillet er opdelt i 13 kombinationer, som er yderligere opdelt i to sektioner, den øvre og den nedre, samt chance og Yatzy. Reglerne varierer en smule fra omegn til omegn, men er i hovedtræk de samme. Man spiller kombinationerne vilkårligt, og der er altså ingen tvungen rækkefølge.
En runde spilles på den måde, at man kaster de fem terninger og beholder dem, man vil benytte til denne rundes kombination. Dernæst kaster man de resterende terninger. Man kan kaste tre gange i alt. Når man rammer en kombination, får man det antal point øjnene på de benyttede terninger viser eller i særlige tilfælde, den lave (lille straight) og den høje (store straight), et fastsat antal point. Desuden får man, hvis man opnår Yatzy, 50 point oveni. Hvis man ikke rammer en af kombinationerne, som der i løbet af spillet bliver færre og færre af, må man sætte et nul foran en af dem, der mangler. Hvis man kaster terningerne således, at en eller flere står oven på hinanden, skråt op af hinanden eller falder på gulvet, er det et omslag.
Feltet "Chance" bruges når man ikke har samlet en brugbar kombination, og man tæller øjnene sammen for de terninger, man er endt op med. Yatzy er den kombination, hvor man har fem ens, og dette er spillets bedste kombination.

### Øvre sektion
I den øvre sektion findes der seks runder. Én hvor man samler 1'ere, én med 2'ere og så videre. Det gælder her om samlet at få 63 point (en sum der er mulig at opnå ved 3 ens af hver slags), hvormed man gør sig fortjent til en bonus på 50 point.

### Nedre sektion
Den nedre sektion har 7 forskellige kombinationer.
- Et par – to ens
- To par – to + to ens
- Tre ens
- Fire ens
- Lav (kaldes også lille straight) –
- Høj (kaldes også stor straight) –
- Fuldt hus – tre + to ens
- Chance - frit valg
- Yatzy - Fem ens

### Ekstraregler
Der findes mange ekstraregler til Yatzy, som kan bruges i en vilkårlig type af Yatzy. Her nævnes to regler.
Reglen "Skarpe Terninger" indbefatter, at man, hvis man kaster en kombination i ét slag, får dobbeltværdi af pointene. Det er ikke nødvendigt kun at bruge første kast: Hvis man samler alle terninger op igen og slår dem om i andet eller tredje slag, kan man stadig bruge dem som "skarpe terninger". Undtagelser for denne regel er alt i den øvre sektion samt chancen.
Reglen "Rationering" siger, at hvis man i en tur kun bruger to slag, har man et til gode til næste runde. Her har man altså 4 slag til at opnå sin kombination. Man kan godt rationere over flere runder og dermed samle mange ekstra slag til en særlig vigtig eller svær runde, hvor man er mere uheldig end i de forrige.

## Strategi
De mange fastlagte kombinationsmuligheder, som man skal ramme i løbet af spillet men ikke i en bestemt rækkefølge, og de særlige bonuspoint, giver en fin mulighed for at spille strategisk og gøre brug af sandsynlighedsmatematiske overvejelser samt skele til de andre spilleres foreløbige resultater. Derudover handler det først og fremmest om at være heldig, eller bare mere heldig end de andre spillere

## Spilvariationer
Der findes flere forskellige særudgaver af Yatzy med alternative kombinationsmuligheder, regler og terningantal. De forskellige variationer kan i flere tilfælde også kombineres. Mange af disse variationer er udviklet af spillerne og er derefter fortalt videre fra mund til mund og er altså ikke autoriseret af spilproducenten/rettighedsindehaveren.

### Super Yatzy
Mest kendt af de alternative Yatzy-spil er nok Super Yatzy (også kaldet Maxi Yatzy), som er Yatzy med 6 terninger. Reglerne minder meget om det almindelige Yatzy, men grundet den ekstra terning er der dog et par ekstra kombinationsmuligheder. Disse kombinationsmuligheder er:
- 3 par – to + to + to ens
- 2×3 ens – tre + tre ens
- Cameron eller Royal –  (Denne kombination har også et fastsat antal point nemlig 30)

Desuden varierer denne version fra standardspillet, idet man skal bruge 84 point (en sum der er mulig at opnå ved gennemsnitligt 4 ens af hver slags) i den øvre sektion for at opnå bonussen på 50 point.

### Gigant-Yatzy
Gigant-Yatzy er et Yatzy-spil, hvor man benytter 12 terninger. Med så mange terninger er det muligt at lave et utal af kombinationer. De almindelige kombinationer fra standard-Yatzy findes stadig, men de svære kombinationer herfra er i dette spil de lette. Bl.a kan en række kombinationer bestående af øjnene fra 1 til 6 samt et antal 6'ere nævnes. Disse kombinationer giver ekstremt fordelagtige point (fra 50 til 200 (Eksempelvis "Kaptajn Vom":  +  )). Derudover bruges kombinationerne fra standard-Yatzy'et, men blot med flere terninger involveret hver gang.
Bonussen fra den øvre sektion fås ved at opnå 189 point (en sum der er mulig at opnå ved gennemsnitligt 9 ens af hver slags). I denne udgave får man 200 bonuspoint.
Yatzy opnås ved at få 12 ens, og man får herved summen af øjnene samt 250 ekstrapoint.
Hvis man ønsker en variation af spillet, kan man med fordel spille med flere forskellige bonussatser. Så er der også mulighed for at spille taktisk i og med man må overveje hvad man vil ofre for at få de ekstra bonuspoint. Et eksempel på bonussatser kan være:
- Mindst 126 point (gennemsnitligt 6 af hver) = 50 point
- Mindst 147 point (gennemsnitligt 7 af hver) = 100 point
- Mindst 168 point (gennemsnitligt 8 af hver) = 150 point
- Mindst 189 point (gennemsnitligt 9 af hver) = 200 point

### Skal-Yatzy
Hvis man ønsker at spille Skal-Yatzy, skal man først vælge et antal terninger og kombinationer. Spillet spilles nu ved at starte fra toppen og arbejde sig nedad i rækkefølge. Denne spiltype går typisk hurtigere, da man ikke selv skal vælge kombinationsmulighed og derfor heller ikke tænke taktisk. Man opnår dog typisk ikke nær så mange point, som når man selv kan vælge kombinationsmulighed ud fra de først kastede terninger.

### Besked-Yatzy
Denne Yatzy-version går, som navnet antyder, ud på at give besked om hvilken kombination, man ønsker at opnå i et givet slag. Man vælger først et antal terninger og kombinationer og spiller derefter spillet normalt, bortset fra at man skal give besked om, hvilken kombination man ønsker at opnå efter første kast i hver tur. Hvis denne kombination ikke opnås, skal man strege den meddelte kombination, også selvom man har opnået noget andet.
En variation af besked-Yatzy er den tyske besked-Yatzy, hvor man har fire kolonner per person.
- Kolonne 1 er "Skal-Yatzy" fra toppen og ned
- Kolonne 2 er "Skal-Yatzy" fra bunden og op
- Kolonne 3 er standard
- Kolonne 4 er beskedkolonnen – denne kolonne spilles som besked-Yatzy, men tvisten er, at hvis man ender op med noget andet, end hvad er meldt, og kan bruge det til noget (vel at mærke i 4. kolonne), må man bruge det. Hvis ikke man kan bruge det i fjerde kolonne, skal man strege, det man gav besked om i én af de fire kolonner.

Man spiller kolonnerne efter tur i rækkefølge, således at runde ét, 5, 9 osv. er kolonne 1 og så fremdeles.

### Tivoli-Yatzy
I denne type Yatzy skal hver spiller bruge tre eller flere kolonner. En kolonne med "Skal-Yatzy" fra toppen, en med "Skal-Yatzy" fra bunden og en eller flere standardkolonner. Man kan i hver tur forlyste sig i alle rækkerne. Man må altså bruge den kolonne, man har lyst til efter hver færdige omgang vel at mærke, hvis der ikke foreligger forhindringer i kolonnen som reglerne om "Skal-Yatzy". Eksempelvis hvis der spilles med tre kolonner og spiller 1 slår sin første omgang og ender op med "tre ens", da er det klart, at spilleren hverken kan benytte "Skal-Yatzy" ned eller op kolonnen, men skal benytte den frie standardkolonne. Hvis spiller 1 dernæst ender op med et antal 1'ere kan han/hun med fordel bruge dem i kolonnen med "Skal-Yatzy" ned. Hvis spiller 1 da i 3. omgang ender op med tre ens igen (vel at mærke ikke i 2'ere) er han/hun nærmest tvunget til at strege et felt, notere det i standardkolonnen under "et par" eller finde en anden nødløsning.

### Texas-Yatzy
Texas-Yatzy er inspireret af poker-spillet Texas Hold'em og skiller sig mere ud fra standardversionen end de andre variationer. Hver spiller har to privatterninger, og der findes 5 fællesterninger. Man spiller med en almindelig Yatzy-blok og søger at opnå de gængse kombinationer. I hver runde gennemgår man følgende punkter.
1. Tre fællesterninger kastes
2. Hver spiller kaster sine to privatterninger
3. Hver spiller vælger om man vil slå sin(e) terning(er) om
4. En ekstra fællesterning kastes
5. Punkt tre gentages – har man tidligere valgt at lægge en eller flere terninger fra, må disse ikke ændres selvom man nu har fundet ud af at de(n) ikke kommer til at passe alligevel
6. Punkt fire gentages

Nu er alle kast foretaget, og man vælger den kombination, man ønsker og har på bordet kombineret af fællesterningerne og ens egne terninger.
Man kan eventuelt skiftes til at kaste fællesterningerne. Har alle spillere efter punkt tre allerede fastlagt sig på et terningvalg må begge resterende fællesterninger kastes på en gang.